# Tytus Semkło
Tytus Maria Semkło OFM (ur. 21 lipca 1911 w Dormowie, zm. 15 lipca 1999 w Katowicach) – polski kapłan, franciszkanin, prowincjał.
O. Tytus Semkło należał do górnośląskiej Prowincji Wniebowzięcia NMP Zakonu Braci Mniejszych – Franciszkanów, której był prowincjałem w latach 1950–1956.

## Życiorys
Pochodził z rodziny Stanisława i Anny z d. Engler. W 1926 wstąpił do Kolegium Serafickiego we Wronkach. W latach 1928–1930 uczył się w gimnazjum w Rybniku, mieszkając w tamtejszym klasztorze franciszkańskim. Następnie wstąpił do nowicjatu w klasztorze w Wieluniu. Profesję czasową złożył na ręce o. Augustyna Gabora OFM 27 września 1931, profesję wieczystą 28 września 1934 na ręce tego samego przełożonego. Po studiach filozoficzno-teologicznych w kolegium we Wronkach przyjął święcenia kapłańskie z rąk bpa Walentego Dymka 26 września 1937. Do wybuchu II wojny światowej był prefektem franciszkańskiego kolegium w Rybniku. Gdy wybuchła wojna zbiegł do Czechosłowacji. Następnie trafił do Monachium. W 1941 był wikariuszem w parafii w Panewnikach pod Katowicami. Potem ukrywał się w obawie przed wcieleniem do niemieckiego wojska.
Po wojnie przebywał w klasztorach w Osiecznej i we Wschowie, pracując m.in. jako proboszcz w Osowej Sieni. W latach 1948–1950 był gwardianem klasztoru poznańskiego. W 1950 został wybrany prowincjałem swojej macierzystej prowincji zakonnej. Rezydował w klasztorze w Katowicach-Panewnikach. W czasie jego prowincjałatu władze państwowe zamknęły kolegia serafickie istniejące w ramach prowincji. O. Semkło zdecydował o powołaniu w ich miejsce trzech domów nowicjackich w Jarocinie, Kobylinie i w Osiecznej.
Następnie przebywał w klasztorach w Rybniku i Poznaniu. W latach 1977–1983 był gwardianem a następnie wikarym domu zakonnego w Katowicach-Panewnikach. Dwukrotnie był wizytatorem generalnym: w 1957 dla Prowincji Matki Bożej Anielskiej w Krakowie, zaś w 1966 dla Prowincji Niepokalanego Poczęcia NMP w Krakowie. Był też biskupim wizytatorem dla Sióstr Franciszkanek od Pokuty i Miłości Chrześcijańskiej z Orlika. Do śmierci w 1999 był spowiednikiem sióstr zakonnych. Zmarł 17 lipca 1999. Został pochowany na cmentarzu zakonnym w Katowicach-Ligocie.